# Allison Moore
Allison Moore (California; 7 de julio de 1984) es una actriz pornográfica estadounidense.

## Biografía
Moore, nombre artístico de Stephanie Allison Hannegan, nació en el estado de California en julio de 1984. Algunos de sus primeros trabajos fueron como actriz en obras de teatro. Decidió entrar en la industria pornográfica animada por su primer marido en septiembre de 2010, a los 26 años de edad. Grabó su primeras escena a finales de ese año para Bang Bros.
Como actriz porno, ha trabajado para otros estudios como Evil Angel, Hustler, Elegant Angel, Adam & Eve, Axel Braun Productions, Lethal Hardcore, 3rd Degree, Pure Play Media, Penthouse, Naughty America o Reality Kings.
En 2014 fue nominada en los Premios XBIZ a la Mejor escena en un lanzamiento vignette por la película Housewife 1 on 1 28.
En 2015, recibió sus dos primeras nominaciones en los Premios AVN, destacando, además del Premio Fan a la MILF más caliente, el de Artista MILF / Cougar del año.
Ese mismo año participó en la película Keeping Up With Kiara Mia junto a Andy San Dimas, Kiara Mia, Lexington Steele y Veronica Avluv. Se trató de una parodia porno del reality show Keeping Up with the Kardashians de las hermanas Kardashian. En la misma, Allison Moore interpretaba a Khloé Kardashian. Tuvo su primera escena de sexo interracial en esta producción junto a Lexington Steele, quien daba vida al exmarido de Khloé Lamar Odom, jugador de la NBA.
Ha grabado más de 240 películas como actriz.
Algunas películas de su filmografía son Big Tit Soccer Mom Orgy, C yoU Next Tuesday, D Licious 3 Sums, Gangbang Auditions 27, Housewives Orgy 3, It's A Mommy Thing 8, Mean Facesitters 7, Mommy Does It Better 2, Oops I Creampied in My Step Mom 3, Rectal Fuckfest, Real Wife Stories 16 o Sex POV 9.

## Premios y nominaciones
| Año  | Ceremonia             | Resultado | Premio                                    | Trabajo             |
| ---- | --------------------- | --------- | ----------------------------------------- | ------------------- |
| 2013 | Sex Awards            | Nominada  | Sexiest Adult Star                        | —                   |
| 2014 | Nightmoves            | Ganadora  | Mejores pechos                            | —                   |
| 2014 | Nightmoves Fan Awards | Nominada  | Mejores pechos                            | —                   |
| 2014 | Premios XBIZ          | Nominada  | Mejor escena de sexo en película vignette | Housewife 1 on 1 28 |
| 2015 | Premios AVN           | Nominada  | Artista MILF / Cougar del año             | —                   |
| 2015 | Premios AVN           | Nominada  | Premio fan: MILF más caliente             | —                   |
| 2015 | Nightmoves            | Nominada  | Mejores pechos                            | —                   |
| 2015 | Nightmoves Fan Awards | Nominada  | Mejores pechos                            | —                   |
| 2015 | Spank Bank Awards     | Nominada  | Most Magnificent MILF                     | —                   |
| 2016 | Premios AVN           | Nominada  | Premio fan: MILF más caliente             | —                   |
| 2016 | Premios AVN           | Nominada  | Premio fan: Mejor celebridad web          | —                   |
| 2017 | Spank Bank Awards     | Nominada  | Boobalicious Babe of the Year             | —                   |
| 2017 | Spank Bank Awards     | Nominada  | Ravishing Redhead of the Year             | —                   |